# Dele Adebola
Bamberdele Adebola (Lagos, Nigeria, 23 de junio de 1975), futbolista nigeriano. Juega de delantero y su actual equipo es el Hull City de la Football League Championship de Inglaterra.

## Clubes
| Club                  | País       | Año       |
| --------------------- | ---------- | --------- |
| Crewe Alexandra       | Inglaterra | 1993-1994 |
| Bangor City FC        | Gales      | 1994      |
| Northwich Victoria FC | Inglaterra | 1994      |
| Crewe Alexandra       | Inglaterra | 1994-1998 |
| Birmingham City       | Inglaterra | 1998-2002 |
| Oldham Athletic       | Inglaterra | 2002      |
| Crystal Palace FC     | Inglaterra | 2002-2003 |
| Coventry City         | Inglaterra | 2003-2004 |
| Burnley FC            | Inglaterra | 2004      |
| Bradford City         | Inglaterra | 2004      |
| Coventry City         | Inglaterra | 2004-2008 |
| Bristol City          | Inglaterra | 2008-2009 |
| Nottingham Forest     | Inglaterra | 2009-2011 |
| Hull City             | Inglaterra | 2011-     |